# Anton Doboș
Anton Doboș (n. 13 octombrie 1965, Sărmașu, România) este un fotbalist român, care a jucat pentru Echipa națională de fotbal a României la Campionatul Mondial de Fotbal din 1998. Este căsătorit și are un fiu.
În martie 2008 a fost decorat cu Ordinul „Meritul Sportiv” clasa a III-a, pentru rezultatele obținute la campionatele europene și mondiale din perioada 1990-2000 și pentru întreaga activitate.

## Accidentul rutier
Pe 31 august 2008 a fost implicat într-un grav accident de circulație și deși inițial medicii îi acordaseră puține șanse de supraviețuire, fostul sportiv și-a revenit din coma în care intrase.